# Кортеш (Лейрия)
Кортеш (порт. Cortes) — район (фрегезия) в Португалии, входит в округ Лейрия. Является составной частью муниципалитета Лейрия. По старому административному делению входил в провинцию Бейра-Литорал. Входит в экономико-статистический субрегион Пиньял-Литорал, который входит в Центральный регион. Население составляет 2854 человека на 2001 год. Занимает площадь 16,33 км².